# Krakatau

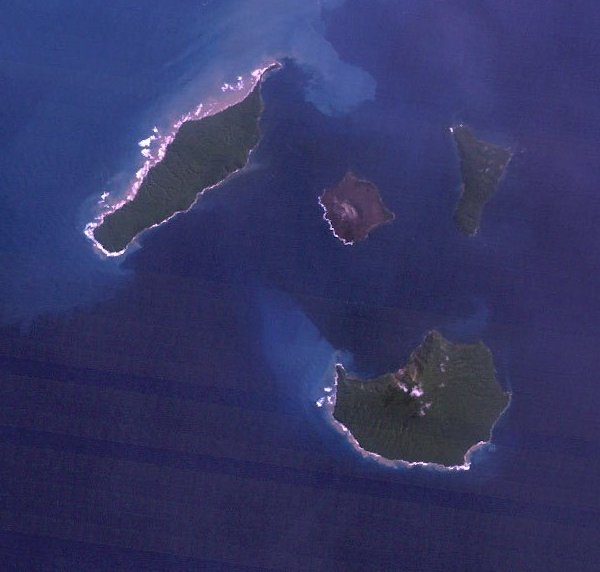
Anak Krakatau és a környező szigetek, 1992. május 18.

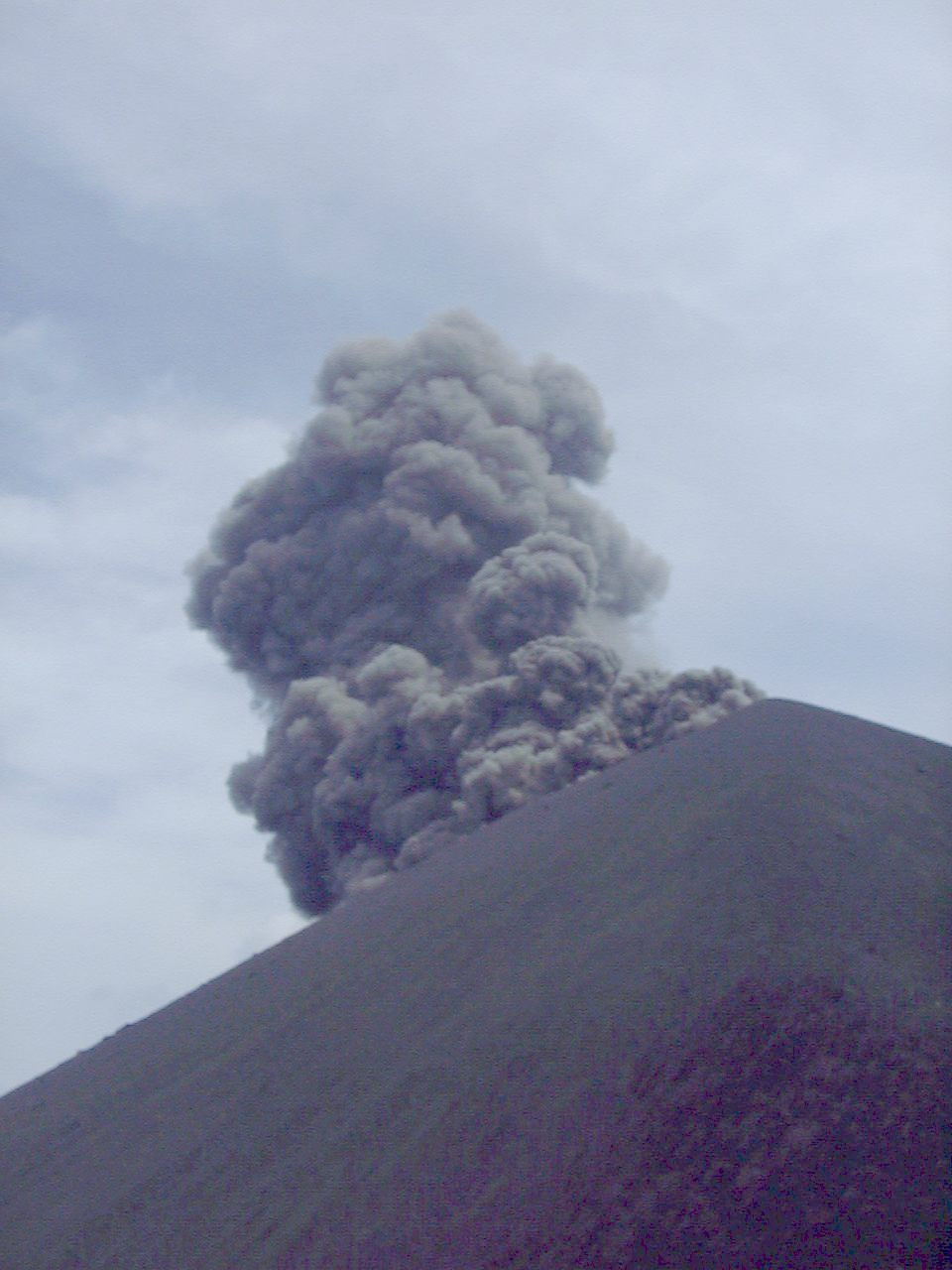
Kitörés 1999 nyarán

A Krakatau ( Krakatoa, portugálul: Krakatao) vulkanikus sziget Indonéziában, a Szunda-szorosban Jáva és Szumátra szigetei közt. A nevet használják a szigetcsoportra, a fő szigetre (amelyet Rakata és Pralane néven is ismernek), illetve magára a vulkánra. Az írott történelem a vulkánnak több hatalmas – és katasztrofális következményekkel járó – kitörésére emlékszik.
A hírhedt 1883-as kitörés a hirosimai atombomba energiájának az ötezerszeresével, mintegy száz megatonnával robbantotta darabjaira a hegyet, több mint 25 köbkilométernyi sziklát és hamut lökött ki a vulkánból, és a történelemben feljegyzett legnagyobb hangkitörést produkálta: a robbanás zajára a 3100 kilométerre lévő ausztráliai Perthben az emberek felriadtak álmukból, sőt a mintegy 4800 kilométerre lévő Rodriguez-szigeten, Mauritius közelében a fültanúk azt hitték, puskalövést hallanak. A légköri lökéshullám hétszer kerülte meg a Földet, és még öt nappal később is érezhető volt.
A hivatalos feljegyzések szerint a kitörés következtében kialakuló cunami legalább 36 147 embert ölt meg, a kitörés elpusztított 165 falut és várost, és súlyosan megrongált 132-t. Sok ezren sérültek meg, főképp a pusztító, már említett cunami következtében, amely végigsöpört az Indiai- és a Csendes-óceánon, és hatalmas pusztítást végzett Kelet-Afrikában, Mexikóban és Latin-Amerikában.
Az emlékezetes kitörés a Krakatau sziget kétharmadát eltörölte. Az 1927 óta történt újabb kitörések egy új szigetet építettek, amelyet Anak Krakataunak, „Krakatau gyermekének” neveznek.

## Neve
A nyugati világban először Lucas Janszoon Waghenaer térképe említette a szigetet „Pulo Carcata” néven. („Pulo” a „sziget” jelentésű indonéz „pulau” szó egy változata). A világban kétféle írásváltozat terjedt el: Krakatoa és Krakatau. Az angol nyelvet beszélők közt a Krakatoa elterjedtebb, az indonézek és a geológusok általában a Krakatau változatot kedvelik (régebbi, portugál nyelvű változatban Karakatao). A Krakatoa változat eredete bizonytalan, lehet, hogy nyomdahiba eredménye abból az időszakból, amikor az angol nyelvű hírforrások az 1883-as kitörésről tudósítottak.
Az indonéz Krakatau szó eredetét illetően több elmélet van:
- Onomatopoeia, amely a szigeten korábban élt kakaduk hangját utánozza.
- A „rák” jelentésű szanszkrit karka, karkata vagy karkataka szavakból
- A „fehérszárnyú hangya” jelentésű maláj kelakatu szóból

Létezik egy közszájon forgó történet arról is, hogy a Krakatau név félreértés eredménye. Eszerint egy idelátogató hajó kapitánya megkérdezett egy indonéziait a sziget nevéről, aki azt válaszolta egy jakartai szleng kifejezéssel: Ka ga tau (Aku nggak tau), azaz „nem tudom”.
Egy 1708 előtt készült térképen a Karata név szerepel.

## 1883 előtt

### Földrajza

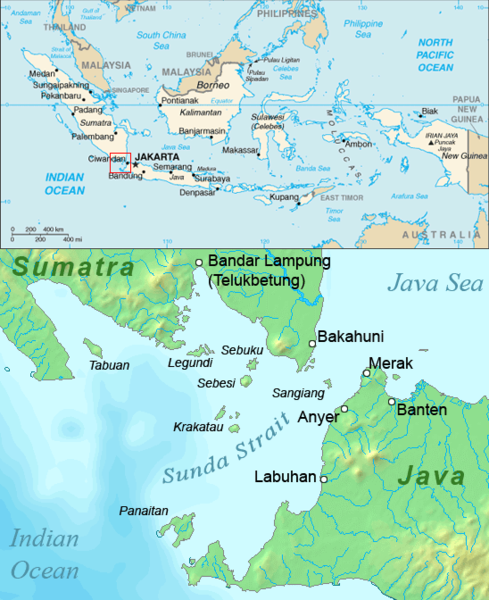
A Szunda-szoros

Az 1883-as kitörés előtt Krakatau három fő szigetből állt: Lang („hosszú”, ma Rakata Kecil vagy Panjang), Verlaten („elhagyott”, ma Sertung), amely egy valamikori, kitörés létrehozta óriási kaldera szegélyének a maradványa), és maga Krakatau, egy kilenc kilométer hosszú és öt kilométer széles sziget. Lang közelében volt egy Poolsche Hoed („Lengyel Kalap”) nevű, fák borította szigetecske is, Krakatau és Verlaten között pedig számos szikla.
Ebben az időben Krakataun három vulkáni kúp volt: délen Rakata (823 m), északon Danan (445 m) és Perboewatan (ma Perbuatan, 122 m). Danan talán dupla vulkán volt. Krakatau pont az eurázsiai-lemez és az Ausztrál–Indiai-lemez szubdukciós zónája fölött helyezkedik el, ahol a lemezek élesen irányt változtatnak, és ahol különösen gyenge a földkéreg.

### A 416-os esemény
A jávai Királyok könyve (Pustaka Raja) a következőket jegyzi fel Saka kor 338-as évéről (416):
Mennydörgő hang hallatszott a Batuwara hegyről… hasonló hang a Kapiról… Az egész világ erősen rázkódott és nagy esők és viharok kísérte mennydörgés jött, de az eső nemhogy eloltotta volna a Kapi hegy tüzének kitörését, hanem inkább táplálta a tüzet; a hang félelmetes volt, míg végül a Kapi hegy szörnyű robajjal darabokra hasadt és a föld legmélyébe süllyedt. A tenger vize megemelkedett és elárasztotta a földet; a Szunda-vidék északi partjának lakói a Raja Basa hegyig megfulladtak és minden vagyonukkal együtt elsöpörte őket a víz. … A víz visszavonult, de a föld, ahol Kapi állt, tengerré változott és Jáva és Szumátra kettéváltak.
Nincs rá geológiai bizonyíték, hogy az adott időben valóban ekkora kitörésre került volna sor. A szöveg talán a Szunda-szoros keskeny keleti részén egykor Jávát és Szumátrát összekötő szárazföld elsüllyedését írja le. Lehetséges az is, hogy téves dátumhoz kötötték az eseményt és valójában az 535-ös kitörés leírásáról van szó, amelyet a Királyok könyve szintén említ, és amelynek megtörténtére vannak geológiai és történelmi bizonyítékok.

### Az 535-ös esemény
David Keys, Ken Wohletz és mások szerint a világ éghajlatának 535-ben és 536-ban történt megváltozását a Krakatau 535-ös kitörése okozta. Key Catastrophe: An Investigation into the Origins of the Modern World („Katasztrófa: a modern világ eredetének vizsgálata”) című könyvében írt az óriási kitörés radikális hatásairól. Az utóbbi időben azt is feltételezték, hogy ekkor jöhettek létre a mai Verlaten és Lang szigetek mint maradványok, illetve Rakata kezdetei. Bár minderre számos bizonyíték van, alig találtak erre az időre datálható elszenesedett maradványt.

### Az1600-as évek
Legalább három holland utazó beszámolt a Danan és a Perboewatan kitöréseiről 1680 májusában és 1681 februárjában.
1681 februárjában Johann Wilhelm Vogel, egy holland bányamérnök áthaladt a Szunda-szoroson. Naplójában ezt írta:
... Csodálkozva láttam, hogy a Krakatau sziget, az én első utazásomon Szumátrán, még teljesen zöld volt, egészséges fákkal volt fedve, de most teljesen leégett és kopár heggyé vált a szemünk előtt. Négy helyszínen hányt nagy mennyiségű tüzes folyamot. És amikor megkérdeztem a hajó kapitányát, amikor a fent említett sziget kitört volna, azt mondta nekem, hogy ugyanez történt 1680 májusában is. Ekkor elővett egy ököl méretű horzsakövet, melyet 1680 májusában okádott ki a hegy.

### Az HMSDiscoverylátogatása

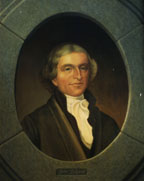
John Ledyard

1780 februárjában az HMS Resolution és az HMS Discovery, útban hazafelé Hawaiiból, ahol James Cook kapitány meghalt, néhány napot időztek Krakatoánál. Két forrást találtak a szigeten, egy iható vizűt és egy forróvizűt. A szigeten talált bennszülötteket barátságosnak írták le és rajzokat is készítettek. John Ledyard, az expedíció tagja útleírásában Cocoterra néven említi a szigetet.

### Hollandok
1809-ben a hollandok büntetőtelepet hoztak létre valahol a szigeteken, amely körülbelül egy évtizedig működött.
1880-ban Rogier Verbeek hivatalos felmérést készített a szigetről és jelentését 1884-1885-ben publikálta. Az 1883-as kitörés geológiai és biológiai hatásainak megállapításában ez a felmérés nagy segítséget jelentett.

## Az 1883-as események

### A korai kitörések
Az 1883-as kitörés előtti években a vulkán környékén intenzív szeizmikus tevékenység folyt, egyes földrengéseket még Ausztráliában is éreztek. 1883. május 20-tól (három hónappal a nagy kitörés előtt) a Perboewatan, a három vulkáni kúp közül a legészakabbi, rendszeresen hamut lövellt ki. A kibocsátott hamu hat kilométeres magasságba is eljutott és a robbanásokat a 160 kilométerre lévő Batáviában (Dzsakarta) is hallani lehetett. Május végére azonban a vulkán ismét elcsendesedett.
Július 20-a körül azonban újraéledt. Az új kitörés kürtője, vagy kürtői Perboewatan és Danan közt lehetett, valahol az Anak Krakatau mai kúpja helyén. A kitörés hevessége a szokottnál magasabb volt, és ennek következtében a környéken lehorgonyzott hajókat láncokkal kellett biztosítani. Augusztus 11-én nagyobb kitörések kezdődtek, legalább 11 kürtőből tört magasba a hamu. Augusztus 24-én a kitörések tovább erősödtek. Augusztus 26-án délután egy óra körül a „pliniusi” stádiumba került, két órára a megfigyelők 27 kilométer magasba törő hamuoszlopot láttak. Ekkor már gyakorlatilag folyamatos volt a kitörés és mintegy tízpercenként robbanások hallatszottak. A vulkán húsz kilométeres körzetében lévő hajók hatalmas hamuesőről számoltak be. A fedélzeten landoló egyes piroklaszt darabok átmérője elérte a tíz centimétert is. Jáva és Szumátra mintegy 40 kilométerre húzódó partjait este hat és hét óra közt kisebb cunami érte el.

### A kataklizma
Augusztus 27-én a vulkán a kitörés utolsó, kataklizmikus szakaszába lépett. Négy hatalmas robbanás rázta meg a környéket, először reggel fél hatkor, majd 6:44-kor, 10:20-kor és 10:52-kor. A legnagyobb robajjal a harmadik robbanás járt. Valamennyi robbanást nagyon nagy cunami kísérte, amely helyenként a harminc méteres magasságot is elérhette. A vulkánból kitörő piroklaszt ár beterítette a Szunda-szoros nagy területeit és egyes partvidékeket is. A robbanások olyan hevesek voltak, hogy hallották őket az ausztráliai Perthben 3500 kilométernyire, és a Rodriguez-szigeten, Mauritius közelében, 4800 kilométernyire. A Krakatau robbanása a feljegyzett leghangosabb hang, amely még 160 kilométer távolságban 180 dB(SPL) erejű volt. Az utolsó robbanás lökéshullámát világszerte rögzítették a barográfok és még a robbanás után öt nappal is érzékelték. Az adatok szerint a lökéshullám hétszer futotta körbe a Földet. A hamu nyolcvan kilométer magasra lövellt fel; a vulkán a kitörési időszakban (döntően a robbanásokkal) összesen mintegy 18 km³ törmeléket juttatott a levegőbe. A negyedik robbanás után a kitörés gyorsan alábbhagyott, és augusztus 28-án reggelre a Krakatau csendes volt.

### Ketimbang égő hamuja
Augusztus 27-én izzó hamueső borította el Ketimbang (a mai Lampung tartományi Katibung) környékét, megölve mintegy ezer embert. Ez volt az egyetlen eset, amikor a vulkán közvetlenül, tömegesen ölt, nem a cunamival vagy a kitörés utóhatásaival. Verbeek és későbbi szerzők ezt egy oldalirányú robbanásnak vagy a vízen is keresztülszáguldó piroklasztárnak tulajdonítják, amely hasonló lehetett ahhoz, amely 1980-ban a Mount Saint Helensből tört elő. A hamueső sújtotta terület Ketimbangtól északnyugatra véget ért, ahol a Sebesi sziget tömege védelmet nyújtott az oldalirányú áramlástól.

### A kitörések után

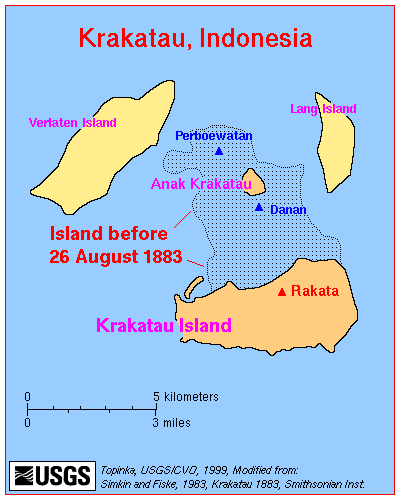
Krakatau térképe, miután az 1883-as kitörés átrajzolta

A kisebb kitörések egészen októberig követték egymást (sőt februárig, bár az október közepét követőek Verbeek szerint aprók voltak).
A nagy kitörés majdnem teljesen eltüntette a föld színéről Krakatau szigetét, kivéve a Rakata kúp déli felét, amely függőlegesen kettéhasadt, 250 méter mély kalderát hagyva hátra.

### A hatások
A piroklasztárak, a vulkáni hamu és a cunamik katasztrofális hatásokkal jártak a régióban. A Krakatautól 13 kilométerre lévő Sebesi sziget 3000 lakója közül senki sem élte túl a kataklizmát. Ketimbangban, 40 kilométeres távolságban északra, a szumátrai parton mintegy ezer ember halt meg. A holland hatóságok 36 417 áldozatot regisztráltak, egyes források szerint azonban a valós szám elérhette, vagy meghaladhatta a 120 ezret. Sok település elpusztult, köztük Szumátrán Teluk Betung és Ketimbang és Jáván Sirik és Semarang. Jáván Banten, Szumátrán Lampung régiók szenvedtek el nagy pusztítást. Az Indiai-óceánon, sőt Afrika keleti partjainál még sokáig, még a kitörés után egy évvel is találtak holttesteket. Jáva egyes területei sohasem népesültek be újra.

#### Cunamik és távoli hatások
A kitörés keltette árhullámok még Dél-Afrika partjainál is megrengették a hajókat. A cunamikat a tengerbe omló gigantikus piroklasztárak kelthették, amelyek a vulkán robbanásait követték. A tengerbe csapódó több köbkilométernyi anyag hatalmas tömegű vizet mozgatott meg. Merak városát 46 méter magasságúra becsült cunami pusztította el. A piroklasztárak egy része a felhevített tengervíz gőzén utazva a 40 kilométeres távolságban húzódó szumátrai partokig is eljutott. Annak is maradtak nyomai, hogy a tenger alatti piroklasztfolyások 15 kilométeres távolságra is eljuthattak. A Kieli Egyetem egy kutatócsoportja által végzett kísérletek szerint a piroklasztár áthaladhat a vízen, nehezebb részei azonban már az út elején lemerülve cunamikat okozhatnak.
A kitörés keltette kisebb hullámokat még a La Manche-nál is észlelték. Ezek túl hamar követték a kitörést ahhoz, hogy a cunamik okozhatták volna őket, ehelyett a Föld légkörét többször is körbesöprő léglökéshullámok kelthették őket.

#### Éghajlati hatások

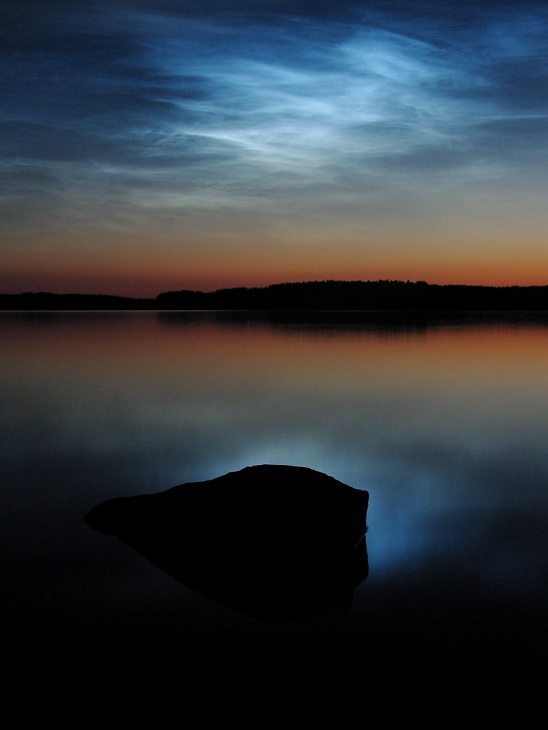
Gyöngyházfényű felhők a Saimaa-tó felett 2003 augusztusában

A kitörést követő évben a globális átlaghőmérséklet 1,2 Celsius-fokkal esett. Az időjárás évekig a megszokottól eltérő mintákat mutatott és a hőmérséklet csak 1888-ra tért vissza a korábbi szintekre. A kitörés hatalmas mennyiségű kén-dioxid gázt juttatott a sztratoszférába, amelyet a szelek széthordtak a világban. A cirrus felhőkben emiatt megnőtt a kénessav (H2SO3) koncentrációja, ami növelte a felhők fényvisszaverését és így a korábbinál kevesebb napfény jutott el a földfelszínig. Az összegyűlt kén később savas esők formájában lehullott.

#### Optikai hatások
A kitörés után évekig világszerte sötétebb volt az ég és hónapokig a korábbinál látványosabbak voltak a napnyugták. William Ashcroft brit művész színes vázlatok ezreit készítette a világ különböző tájain a kitörés utáni években. 2004-ben kutatók azt is feltételeztek, hogy Edvard Munch híres kompozíciója, a Sikoly hű képe a Norvégia felett a Krakatau kitörése után látott égnek. A kitörés másik optikai következménye volt, hogy még két évig tapasztalható volt az egyébként nagyon ritka kék hold jelenség. A kitörés után, 1885-ben figyelték meg először a gyöngyházfényű felhők jelenségét. (Az nem tisztázódott, hogy az akkor megfigyelt jelenséget a kitörés idézte-e elő.)

## Későbbi vulkanizmus

### Verbeek vizsgálata
A kitörés heves fázisa augusztus 27-e délutánjára véget ért, de miután a látási viszonyok 29-ére javultak, még hónapokig arról születtek jelentések, hogy a Krakatau kitörése folytatódik. Verbeek bizottságának egyik első dolga volt, hogy tisztázza, igaz-e ez és hogy valóban kitörésben vannak-e Jáva és Szumátra más vulkánjai is, ahogy más jelentések állították. Arra jutottak, hogy mindez nem így van. Verbeek azt állapította meg, hogy azért gondolhatták sokan, hogy a Krakatau még október közepe után is kitörésben volt, mert a forró anyagok gőzt bocsátottak ki, a heves monszunesők földcsuszamlásokat okoztak és „az elektromos aktivitás okozta hallucinációk” miatt.
A következő években nem észleltek vulkáni aktivitást a Krakataunál, egészen 1913-ig, amikor a vulkán a jelentések szerint újból kitört. A vizsgálatok szerint azonban nem éledt újra a vulkán, hanem egy nagy földcsuszamlást véltek tévesen kitörésnek.

## Emlékezete
- A Krakatau 1883-as kitörésének állít emléket a magyar szépirodalomban Móra Ferenc Mikor a fény beteg volt… című, személyes (gyerekkori) emlékekkel is gazdagított elbeszélése (megjelent az író A fele sem tudomány című kötetében).